# Francis Stonor (4e baron Camoys)
Francis Robert Stonor, 4e baron Camoys (9 décembre 1856 - 14 juillet 1897) est un aristocrate britannique qui est Lord-in-waiting de la reine Victoria.

## Jeunesse
Francis Robert Stonor est né le 9 décembre 1856 dans l'Oxfordshire, en Angleterre. Il est le fils aîné de Francis Stonor, greffier principal de la Chambre des lords, et Eliza Peel (c. 1832 –1883), qui se marient en septembre 1855. Il est le frère d'Harry Julian Stonor, Julia Caroline Stonor et du major Edouard Alexandre Stonor.
Ses grands-parents paternels sont Thomas Stonor (3e baron Camoys) et Frances Towneley, descendante directe de William Drummond (4e vicomte Strathallan). Son père, le deuxième fils, et son oncle, le premier fils, sont tous deux décédés avant son grand-père. Il est le neveu d'Edmund Stonor, l'archevêque catholique de Trabzon, et Harriet Stonor, l'épouse de Leopold Agar-Ellis (5e vicomte Clifden).
Sa mère est la plus jeune de sept enfants nés de ses grands-parents maternels, le Premier ministre britannique Sir Robert Peel et de sa femme, Julia Floyd (la deuxième fille du général John Floyd (1er baronnet)). Il est le neveu de Julia Peel (épouse de George Child Villiers (6e comte de Jersey)), Robert Peel (3e baronnet) (qui épouse Emily Hay), Frederick Peel, William Peel et Arthur Peel (1er vicomte Peel).

## Carrière
Il obtient le grade de lieutenant dans l'Oxfordshire Yeomanry Cavalry. À la mort de son grand-père paternel le 18 janvier 1881, il lui succède en tant que 4e Lord Camoys.
Le quatrième baron est lord in wainting de la reine Victoria en 1886 et de nouveau de 1892 à 1895.
Partisan enthousiaste de l'aviron, Lord Camoys est steward de Henley Royal Regatta, et est étroitement lié au comité de régate .

## Vie privée
Le 14 septembre 1881, Lord Camoys épouse Jessie Philippa Carew (1857–1928) lors d'une cérémonie catholique romaine à St Mary of the Angels, Bayswater à Londres. Jessie est la fille de Robert Russell Carew de Carew Co., Ltd et la sœur de Katherine Jane Carew (épouse d'Edward Bosc Sladen (en)) et Helen Carew (épouse d'Alexander Ralli et, plus tard, de Lewis Einstein, le ministre américain en Tchécoslovaquie). En Angleterre, son père vit à Carpenders Park à Watford. Ils vivent à Stonor Park, une maison de 35 pièces dans l'Oxfordshire, et ont :
- Ralph Stonor (5e baron Camoys)  (1884-1968)[7], qui épouse l'héritière américaine, Mildred Constance Sherman[8], fille de Sophia Brown Sherman et William Watts Sherman, en 1911 [9],[10]
- Edward Maurice Stonor (1885-1931), qui épouse Bertha Oliver, fille de John Oliver, en 1909. Ils divorcent en 1921 et, en 1925, il épouse Florence Hilda Rothschild, troisième fille de Thomas William Rothschild.
- Hugo Robert William Stonor (1887-1941), qui épouse Esther Gilbert (1879-1971), fille de Mark Gilbert, en 1917.
- Howard Carew Stonor (1893-1915), tué au combat pendant la Première Guerre mondiale.

Lord Camoys est mort sur Park Lane à Mayfair, Londres à la suite d'une opération le 14 juillet 1897, et est enterré au cimetière de Stonor Park dans l'Oxfordshire. Il est remplacé dans la baronnie par son fils aîné Ralph. Après sa mort, sa veuve se remarie avec Evelyn Ruggles-Brise le 3 septembre 1914.
Par son fils aîné, il est un grand-père de Ralph Robert Watts Sherman Stonor (1913–1976), qui succède à son père à la baronnie.